# Heterochaete crassa
Heterochaete crassa är en svampart som beskrevs av Bodman 1949. Heterochaete crassa ingår i släktet Heterochaete och familjen Auriculariaceae.   Inga underarter finns listade i Catalogue of Life.